# Murtosaari (ö i Norra Karelen, Pielisen Karjala, lat 63,48, long 30,09)
Murtosaari är en ö i Finland. Den ligger i sjön Hämeenjärvi och i kommunen Lieksa i den ekonomiska regionen  Pielinen-Karelen  och landskapet Norra Karelen, i den östra delen av landet, 400 km nordost om huvudstaden Helsingfors. Öns area är 2,9 hektar och dess största längd är 250 meter i sydväst-nordöstlig riktning.